# Valéria Gyenge
Valéria Gyenge (Budapest, 3 aprile 1933) è un'ex nuotatrice ungherese, specializzata nello stile libero.

## Palmarès

### Olimpiadi
- Oro a Helsinki 1952 nei 400 metri stile libero.

### Europei
- Oro a Torino 1954 nella staffetta 4x100 metri stile libero.
- Argento a Torino 1954 nei 400 metri stile libero.